# Periballia
Periballia is een geslacht uit de grassenfamilie (Poaceae). De soorten van dit geslacht komen voor in delen van Europa, Afrika, Azië en Australazië.

## Soorten
Van het geslacht zijn de volgende soorten bekend: 
- Periballia hispanica
- Periballia involucrata
- Periballia minuta
- Periballia poaeoides